# Trox affinis
Trox affinis es una especie de escarabajo del género Trox, familia Trogidae. Fue descrita científicamente por Robinson en 1940.
Se distribuye por la ecozona del Neártico. Habita en los estados del noreste y oeste de los Estados Unidos (Nueva Jersey, Carolina del Sur, Texas).
Mide 6-8 milímetros de longitud. Habita en nidos de cuervos y búhos. Se alimenta del pelaje de los conejos, plumas de faisanes y urogallos.